# Heinrich Schläppi
Heinrich Schläppi (ur. 30 kwietnia 1905 w Leysin, zm. 15 lutego 1958) – szwajcarski bobsleista rywalizujący w pierwszej połowie lat 20. XX wieku. 

## Kariera sportowa
W 1924 zdobył złoty medal w czwórkach na zimowych igrzysk olimpijskich w Chamonix. W załodze boba znajdował się także jego starszy brat Alfred.